# Alojzija
Alojzija je žensko osebno ime.

## Izvor imena
Ime Alojzija je ženska oblika imena Alojzij.

## Različice imena
Alojza, Lojzika, Lojzka

## Pogostost imena
Po podatkih Statističnega urada Republike Slovenije je bilo na dan 31. decembra 2007 v Sloveniji število ženskih oseb z imenom Alojzija: 5.733. Med vsemi ženskimi imeni pa je ime Alojzija po pogostosti uporabe uvrščeno na 50 mesto.

## Osebni praznik
V koledarju je ime Alojzija uvrščeno k imenu Alojzij; god praznuje 21. junija.